# Цзянсу
Цзянсу (кит. 江苏, пін. Jiāngsū) — східна провінція Китайської Народної Республіки, розташована на березі Жовтого моря; її територія охоплює також нижню течію Янцзи. Цзянсу одна з найважливіших провінцій Китаю, посідає провідні позиції з економічного розвитку, сільськогосподарської й промислової продукції а також за рівнем життя населення. Територія провінції Цзянсу здавна входила до складу китайської держави, тут розташовані деякі з найдавніших і найкрасивіших міст країни. Адміністративний центр провінції, місто Нанкін кілька разів упродовж історії ставало столицею Китаю.

## Географія

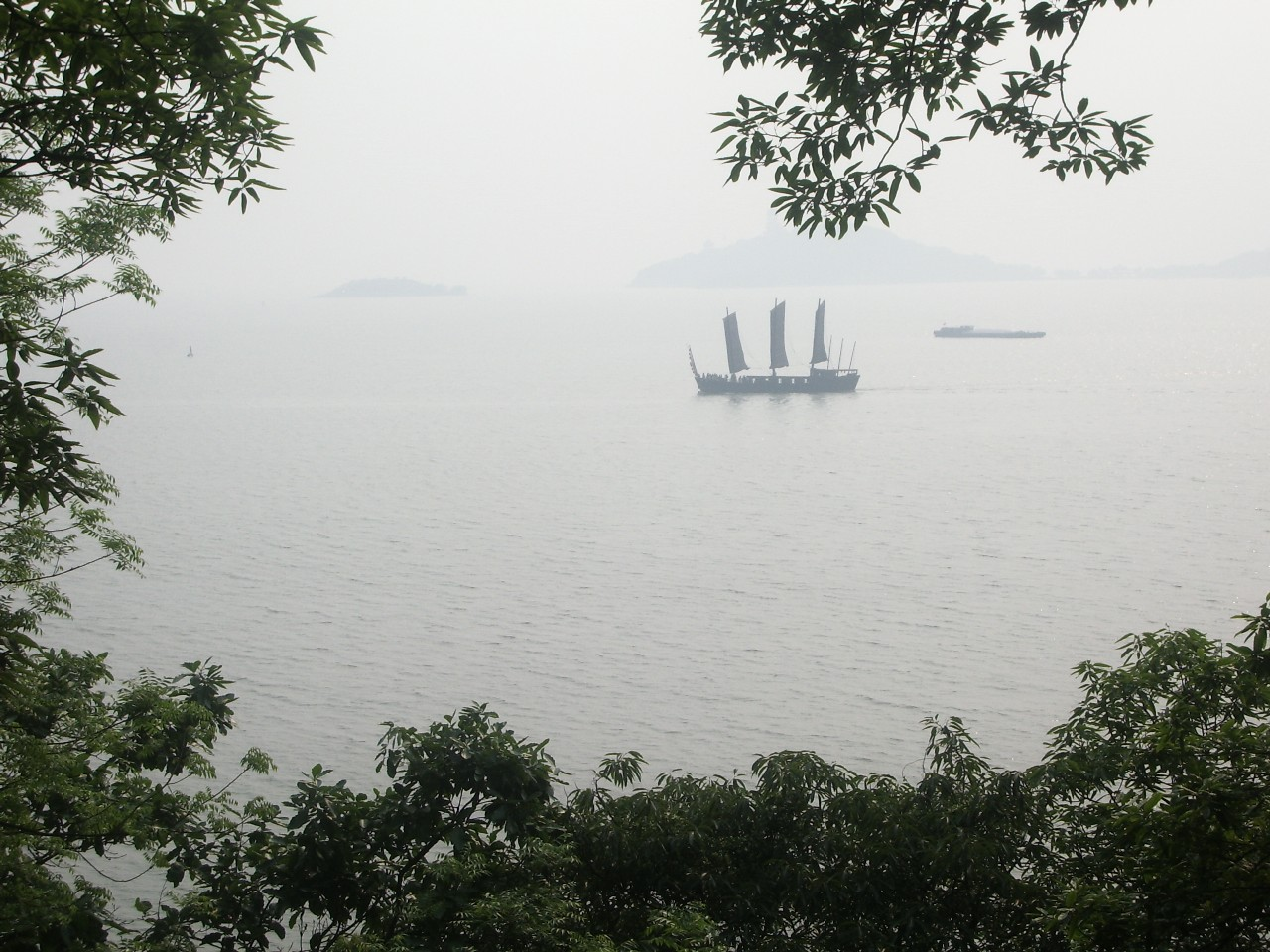
Озеро Тай-ху

Топографія Цзянсу переважно має рівнинний характер, лише на крайньому півночі і заході місцевість стає горбистою. Найвищою точкою провінції є гора Юнтай (625 м). Довжина морського узбережжя близько 1000 км. Зі всіх провінцій Китаю Цзянсу має найвищий відсоток внутрішніх вод — на її території розташовані, зокрема, найбільше озеро Піднебесної — Тайху, великі озера Хунцзеху, Гаоюху, Лома і Веньшань, а на півдні протікає найбільша річка країни — Янцзи. Крім цього Цзянсу перетинає побудований ще у VII столітті Імператорський канал, що сполучає Янцзи з Хуанхе і був донедавна найважливішою транспортною артерією на осі Північ-Південь. На Цзянсу припадає 690 км з усієї довжини каналу. Річка Хуайхе, що протікає територією провінції, традиційно вважається географічною межею між північним і південним Китаєм. В давнину інша велика китайська річка, Хуанхе, що протікає зараз набагато північніше, кілька разів радикально міняла своє русло, вливаючись до Хуайхе. Востаннє Хуанхе «розлучилась» з річкою Хуайхе 1855, після чого остання не змогла влитись в своє колишнє русло і розлилася натомість рівниною. Пізніше її води були розподілені на безліч іригаційних каналів.

## Адміністративний поділ Цзяньсу
Провінція Цзянсу поділена на 13 міст-округів (префектур):
- Чанчжоу (кит.: 常州市 Chángzhōu Shì)
- Хуай'ань (кит.: 淮安市 Huái'ān Shì)
- Ляньюньган (кит.: 连云港市 Liányúngǎng Shì)
- Нанкін (Наньцзін) (кит.: 南京市 Nánjīng Shì)
- Наньтун (кит.: 南通市 Nántōng Shì)
- Суцянь (кит.: 宿迁市 Sùqiān Shì)
- Сучжоу (кит.: 苏州市 Sūzhōu Shì)
- Тайчжоу (кит.: 泰州市 Tàizhōu Shì)
- Усі (кит.: 无锡市 Wúxī Shì)
- Сюйчжоу (кит.: 徐州市 Xúzhōu Shì)
- Яньчен (кит.: 盐城市 Yánchéng Shì)
- Янчжоу (кит.: 扬州市 Yángzhōu Shì)
- Чженьцзян (кит.: 镇江市 Zhènjiāng Shì)

У свою чергу 13 міст-округів Цзянсу поділені на 106 одиниць повітового рівня (54 урбанізованих районів, 27 міст-повітів, 25 повітів); 1488 одиниць рівня громад (комун) (1078 міст-громад, 122 громад, 287 урбанізованих підрайонів). Цікаво, що на території провінції розташоване так зване «село мільйонерів» — Хуасі.

## Історія
Провінція Цзянсу була утворена у XVII столітті на початку правління династії Цин з префектур Цзяннин (нинішній Нанкін) і Сучжоу. Обидві префектури мали небагато спільного; північна частина провінції завжди традиційно вважалась — культурно і економічно — північнокитайською, південна частина, відповідно, тяжіла на південь. Досі ця різниця між півднем і північчю досить помітна, особливо за добробутом населення, який на півдні набагато вищий.

### В давнину
В епоху найдавніших китайських держав — династій Ця і Шань — територія Цзянсу не входила до сфери китайської цивілізації, а була заселена народністю Хуай І. Під час династії Чжоу (XI–III століть до н.е.) тут виникло царство У — васал Китайської Імперії з центром в місті Гусу (нині Сучжоу). До кінця періоду «Весен і осені» (770–475 до н. е.) У стало досить сильною державою, яка за царя Хелу завдала поразки Ци (484 до н. е.), сильній державі в межах нинішньої провінції Шаньдун. У не змогло встановити гегемонії над усіма іншими китайськими державами - 473 до н. е. його завоювало південне князівство Юе, яке, згодом було захоплено царством Чу. За Чуйського періоду в регіоні значно розвинулась культура, на місці нинішнього Нанкіна було засновано місто Цзиньлін І. 221 до н. е. Чу, разом з іншими китайськими державами, увійшло до складу єдиної Імперії Цін.
За династії Хань регіон Цзянсу не відігравав значної ролі. Тоді він був розділений на два чжоу (округи) — Сючжоу на півночі і Янчжоу на півдні. Хоча південний Цзянсу був центром держави У в епоху Трицарства (220–280), а Нанкін його столицею, дійсно вирішального значення цей регіон набув тільки після вторгнення північних варварів, що змусило ханьську аристократію тікати на Південь. 317 в Цзянькані (Нанкіні) була проголошена династія Східна Цзінь. До 581 року Нанкін залишався оплотом чотирьох династій етнічних ханьців, що протистояли варварським (але швидко синізованим) династіям північного Китаю. Одночасно північна частина Цзянсу була буфером між північними і південними династіями, переходячи з рук у руки.

### Від середньовіччя до Синьхайської революції

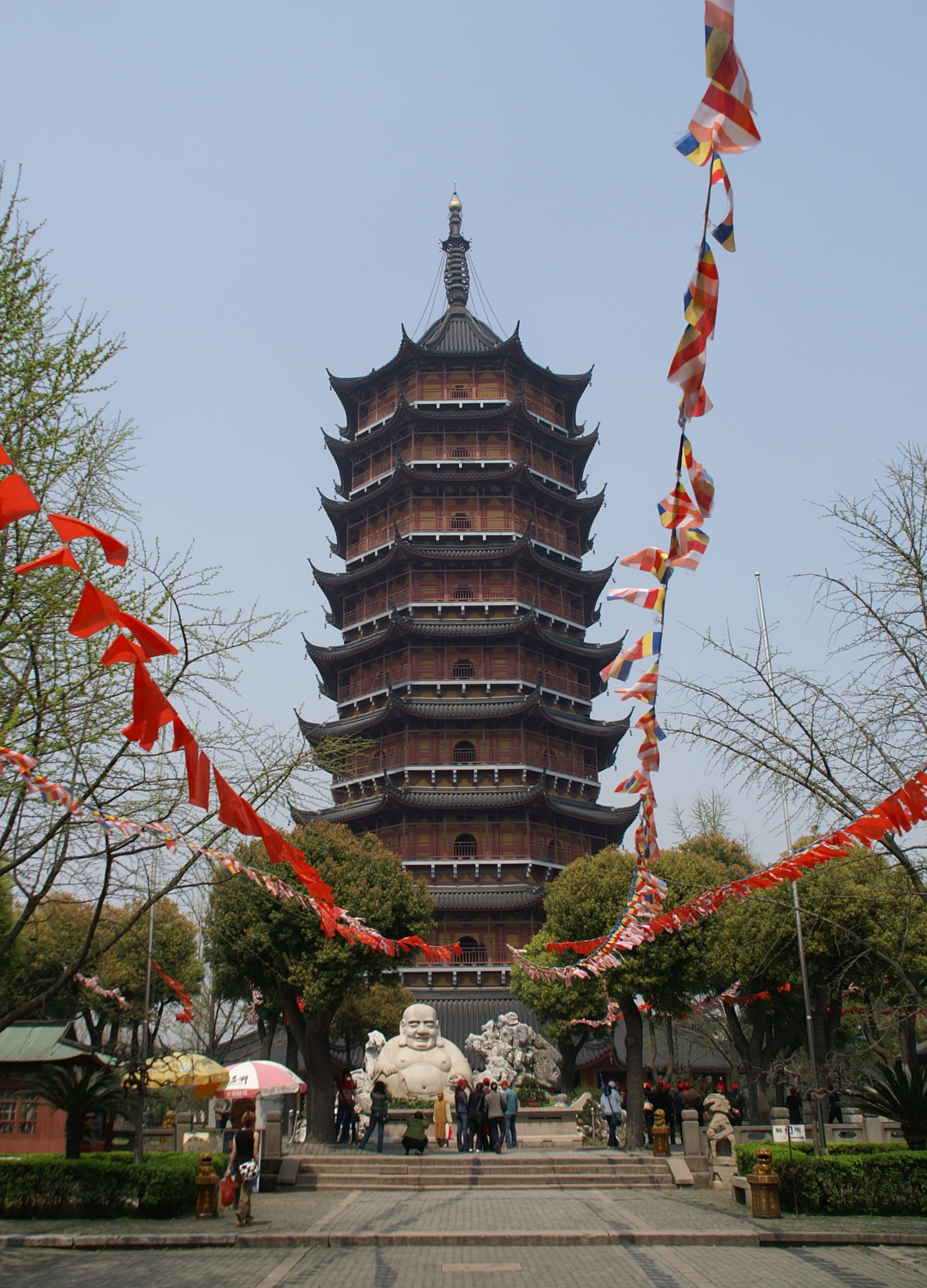
Пагода Бейсу заввишки 76 м, збудована між 1131 та 1162 під час династії Сон (з пізнішими реконструкціями)

Після об'єднання Китаю 581 і згодом в епоху династії Тан Цзянсу знову став звичайною провінцією. Новий розквіт розпочався за династії Сун, коли в Китаї почала зароджуватись ринкова економіка, а південь Цзянсу став центром процвітаючої торгівлі. Відтоді назви міст Сучжоу і Янчжоу стали синонімами процвітання і розкошів у імперському Китаї.
1127 північ країни був окупований кочівниками чжурчженями. Центр країни перемістився до гирла Янцзи, допоки цю частину Піднебесної не захопили монголи. Після скидання їхнього ярма 1368 року Нанкін — у котрий раз — був проголошений столицею Китаю, цього разу під егідою династії Мін. І хоча через трохи більш ніж півстоліття центр Імперії перемістився до Пекіна, місто отримало на підтвердження свого статусу нинішнє ім'я — Нанцзін, «південна столиця»; провінції Цзянсу і Аньхуй стали територіями центрального підпорядкування «Наньчжилі». Південь Цзянсу зберіг свій статус торгово-продуктивного Китаю з високими темпами розвитку. Деякі історики схильні тлумачити економічну ситуацію, що склалася там, як початковий етап індустріалізації і капіталізму.
Маньчжурська династія Цин змінила адміністративно-територіальний поділ регіону, виділивши з Наньчжилі провінцію Цзянсу в її нинішніх межах (Шанхай згодом отримав статус самоврядного міста). У 40-х і 50-х роках XIX століття на півдні Цзянсу відбулось повстання Тайпінів на чолі з Хун Сюцуанем, який 1853 року після захоплення Нанкіна оголосив його «Небесною Столицею» (Тян'цзин) Держави Тайпінів, якою він залишався до розгрому повстанців 1864 року. Мільйони людей в південному Китаї — у тому числі і в Цзянсу — були убиті в ході повстання.

### У XX столітті
Незабаром після Синьхайської революції 1911 року Китай фактично був розбитий на володіння локальних мілітаристів. Цзянсу багато раз переходив з рук в руки, поки в квітні 1927-го не був зайнятий Гоміньданом на чолі з Чан Кайши, який знову зробив Нанкін столицею. Після початку Другої Японо-китайської війни Цзянсу в грудні 1937-го була окупована японськими військами. Захопивши Нанкін, японці здійснили операцію з масового знищення мирного населення і військовополонених, що стала відомою як «Нанкінська різанина», під час якої загинуло, за різними оцінками, від 200 до 300 тисяч осіб. До закінчення війни в Нанкіні правив колабораціоніський уряд Ван Цзінвея.
По закінченні визвольної війни з новою силою спалахнула громадянська. Навесні 1949 в північному Цзянсу почалась найбільша в історії Китайської громадянської війни битва — Хуай-хайська битва, в якій комуністична Народно-визвольна Армія завдала нищівної поразки військам Гоміньдану. Через кілька місяців Чан Кайши втік зі своїми соратниками і залишками армії на острів Тайвань. Столицею Республіки Китай, проголошеної там, досі офіційно є Нанкін.
Літом 2021 року провінції стала епіцентром захворювання на коронавірус SARS-CoV-2. 10 липня 2021 року до Нанкіна прибув літак з Росії. Як вважають у Китаї, з тих пір новий штам Дельта почав поширюватися у Китаї. За останні десять днів липня було зареєстровано понад 300 нових випадків захворювання, і кожен день виявляють дедалі більше заражених. Лише 2 серпня було зареєстровано 55 нових випадків, з них 40 у провінції Цзянсу. Влада відстежує контакти хворих. За 10 днів протестували 9,2 млн людей.
У Нанкіні та інших містах знову запровадили жорсткі карантинні обмеження. Жителям цілих кварталів тимчасово забороняють виходити з будинків, якщо там виявили хоча б одного інфікованого. На цей час китайська влада заявляє, що використала 1,6 млрд доз вакцин.

## Населення

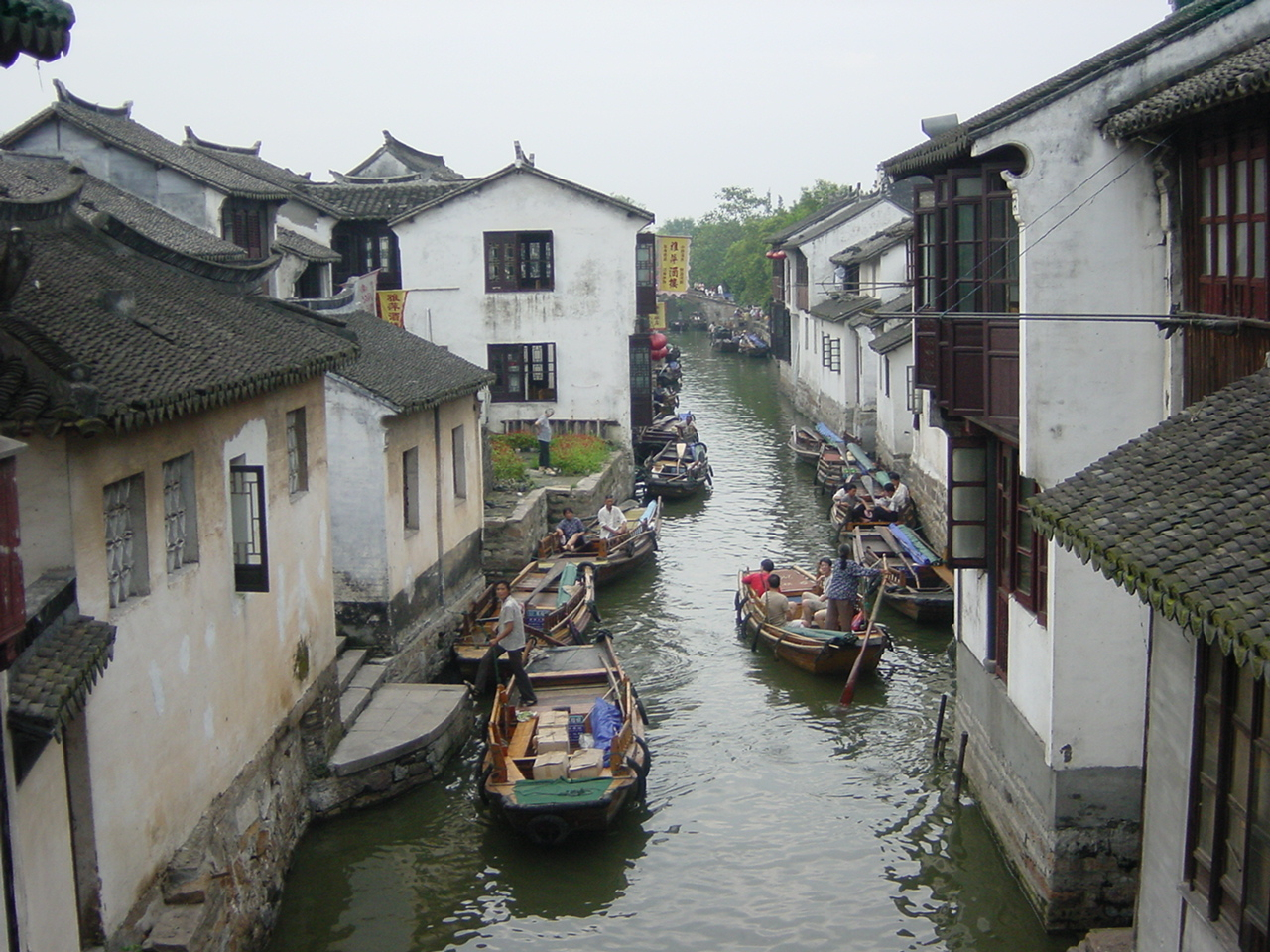
Місто Жужуань на півдні Цзянсу відоме каналами, що перетинають місто

З населенням 74,5 мільйонів осіб Цзянсу є найзаселенішою провінцією, і посідає п'яте місце за загальною кількістю жителів. Близько 99,8 % з них — китайці-ханьці, що говорять місцевим діалектом У або мандаринським. До найбільших нацменшостей належать хуей і маньчжури.

### Демографічні показники
- Населення: 74,058 мільйонів (міське: 3463,7 млн; сільське: 3942,1 млн) (2003)
- Народжуваність: 9,04 на 1000 (2003)
- Смертність: 7,03 на 1000 (2003)
- Співвідношення статей (2000): 102,55 чоловіків на 100 жінок
- Середня кількість осіб в сім'ї (2000): 3.25
- Відсоток ханьців (2000): 99,64 %
- Неписьменність (2000): 7,88 %

### Великі міста
(населення в агломерації)
- Нанкін (5,01 млн)
- Усі (2,2 млн)
- Чанчжоу (2,08 млн)
- Сучжоу (2,05 млн)
- Янчжоу (1,15 млн)
- Янчен (Дунтай)(1,4 млн)
- Сюйчжоу (1,12 млн)
- Наньтун (0,8 млн)
- Чженьцзян (0,62 млн)
- Ляньюньган (0,52 млн)
- Хуайань
- Тайчжоу

## Економіка
Цзянсу — одна з економічно потужних провінцій Китаю, має найбільший загальний обсяг ВВП після Гуандуну. 2003-го ВВП на душу населення становив 16 796 юанів (близько 2000 US$), серед окремих регіонів провінції спостерігалась значна нерівність — у південних містах Сучжоу або Усі цей показник удвічі вищий від середнього рівня.
Цзянсу відносно бідна корисними копалинами, локальні родовища залізняку, кам'яного вугілля, нафти і природного газу не мають великого значення для економіки. Розвиненіші видобування і обробка кам'яної солі, сірки, фосфатів і мармуру. У Хуайінському родовищі — одному з найбагатших в країні — залягає понад 400 мільйонів тонн кам'яної солі. Історично економіка Цзянсу орієнтувалась на легку промисловість — текстильну промисловість і промисловість продуктів харчування. Після приходу до влади комуністів почала розвиватись важка промисловість — особливо хімічна промисловість, промисловість будівельних матеріалів, нафтова промисловість. Згодом до них додались машинобудування і виробництво електроніки. Економічні реформи Ден Сяопіна дали особливо південним містам значний поштовх у розвитку, незабаром Усі і Сучжоу змогли обігнати столицю провінції за обсягами виробництва. На околиці Сучжоу виник Сучжоуський Індустріальний Парк — спільний китайсько-сінгапурський проект, єдиний індустріальний парк Китаю, що повністю фінансується однією країною.
Рівнинні ландшафти і гарно розвинена іригаційна система сприяють високорозвиненому сільському господарству в Цзянсу. На більшій частині території провінції (на південь від Хуайхе) обробляється рис, у північних районах — пшениця. Велике значення мають також кукурудза і сорго. Крім цього сільське господарство Цзянсу вирощує бавовну, сою, арахіс, ріпак, кунжут, коноплі і чай. Менш важливими землеробськими культурами провінції є м'ята, бамбук, цілющі трави, яблука, груші, персики, гінкго і локат. Регіон озера Тайху здавна вважається центром шовківництва. З домашніх тварин найчастіше розводять свиней.

## Культура
У місті Янчжоу народились:
- Ю Чжідін (1647–1709) — китайський художник часів династії Цін
- Пань Юйлян (1895–1977) — китайський художник-імпресіоніст XX ст.

У місті Сюйчжоу народився Лі Кежань (1907–1989) — китайський художник

## Визначні пам'ятки

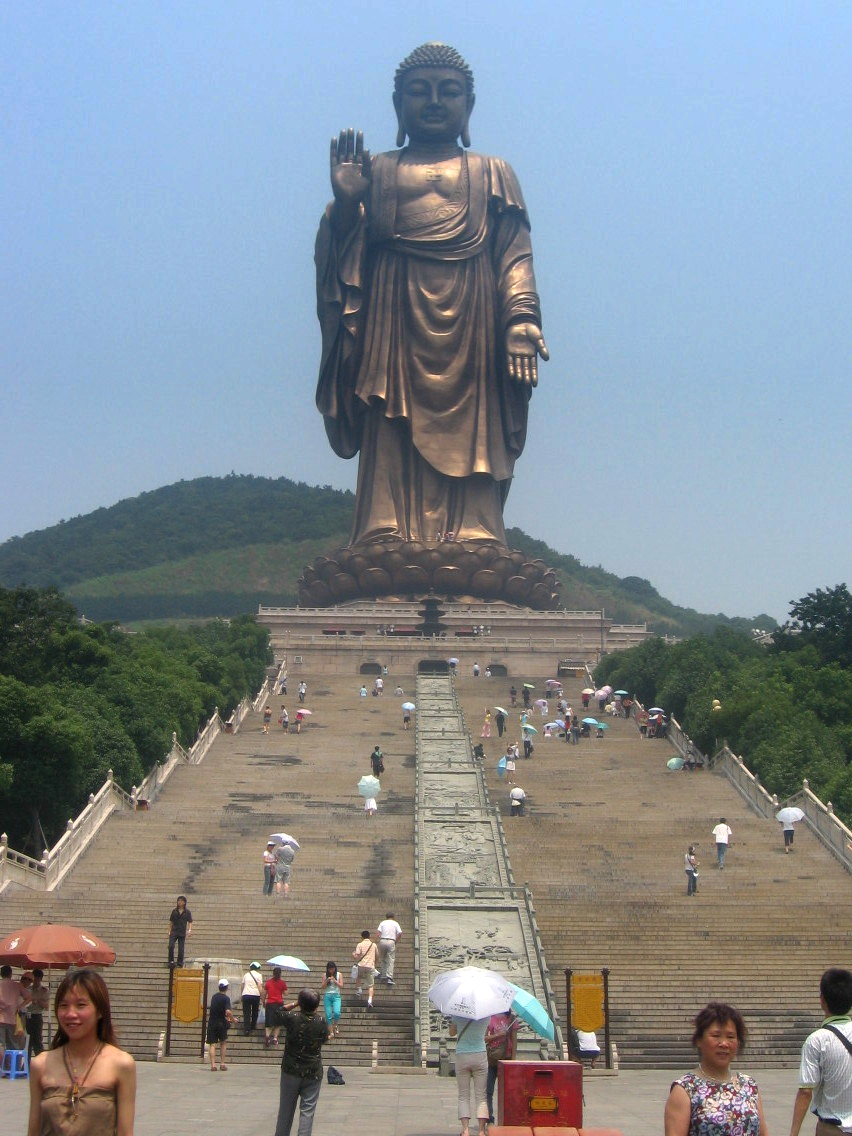
Будда Шакьямуні

- Ліншаньський Будда Шакьямуні — статуя Будди заввишки 88 метрів.